# Гренадеры
Гренаде́ры (от фр. grenadiers, grenade — букв. граната) — отборные части пехоты и/или кавалерии, изначально предназначенные для штурма вражеских укреплений, преимущественно в осадных операциях.
Гренадеры были вооружены ручными гранатами и огнестрельным оружием. Ручные гранаты раньше называли «гренадами» или «гренадками»; они представляли собой полый чугунный шар, заполненный порохом, с фитилём; их метали рукой во вражеские укрепления. Учитывая небольшую дальность полёта гренады, от военнослужащего требовался максимум сил, мужества, изворотливости, бесстрашия и сноровки, чтобы подобраться к цели на нужное расстояние. Впоследствии гренадерами стали называть отборные части линейной пехоты.

## Зарождение гренадеров как рода войск
Первые упоминания об использовании ручных гранат в боевых целях относятся ко времени китайской династии Мин, когда китайские военнослужащие, обороняющие Великую Китайскую стену, использовали нечто напоминающее ручные гранаты. В Европе первые ручные гранаты использовались в испанской и австрийской армиях, а также в Англии во время гражданской войны.
В 1667 году в Англии было выделено (отобраны по физической силе и умению метать) по четыре человека в роте для метания гранат; они получили название «гренадеры». Это изобретение перенял французский король Людовик XIV, и в течение нескольких лет новый род оружия и род войск были введены во всех основных европейских вооружённых силах.

## Ручные гранаты
Первые ручные гранаты представляли собой полый чугунный шар с обычным ружейным порохом. Гранаты были снабжены коротким фитилём, поджигавшимся гренадером вручную. Диаметр гранат варьировался в диапазоне 7—15 см. Граната XVIII века представляла для бросавшего её гренадера и всех находящихся поблизости почти такую же опасность, как и для солдат противника. Так как гренадер нёс несколько гранат (иногда несколько десятков), он должен был быть достаточно развит физически, кроме того, физическая сила и ловкость требовалась и для метания гранат в бою. Гренадер должен был быть весьма смелым и дисциплинированным солдатом, поскольку от него требовалось подойти к вражеским укреплениям, поджечь фитиль гранаты, выждать определённое время (чтобы не дать противнику времени бросить гранату обратно), и далеко и точно бросить гранату в противника, причём всё это под вражеским огнём с близкой дистанции. Сочетание этих качеств делало гренадеров элитной пехотой.

## Эволюция рода войск

### Конец XVII — начало XVIII веков

#### Пешие гренадеры
Гренадеры этого периода сохраняли свои первоначальные функции метателей гранат. В бою гренадеры обычно двигались впереди наступающих пехотных колонн. Использование крупных соединений из одних гренадеров было неудобным, поэтому гренадерские части, обычно роты, включались в состав полков линейной пехоты.
У каждого гренадера было несколько, обычно три или четыре ручных гранаты в особой сумке (гренадьер). Кроме этого, гренадеры имели и обычное пехотное вооружение — ружьё со штыком и тесак.
Характерным головным убором являлась гренадерка, поскольку носимые в то время пехотинцами треугольные шляпы мешали переводу ружья в положение «за спину» и сковывали действия при метании гранат. По команде «Гренадеры, ружья за спину!», гренадер, держа левой рукой ружьё за шейку приклада, выносил его на вытянутой руке вперёд перед собой. При этом правой рукой он максимально отводил вправо погонный ремень ружья. Далее гренадер скрещивал согнутые в локтях руки перед собой, так, чтобы локоть правой руки проходил над левой рукой. После этого он перебрасывал ружьё за спину так, что приклад оказывался справа снизу. Выполнить такой строевой приём давала возможность только остроконечная шапка, так как треуголка не могла пройти между ремнём и ружьём. Метание гранаты осуществлялось правой рукой снизу вверх через голову гренадера. Прочие пехотинцы не были обременены гранатами и могли постоянно носить ружьё в руках. Гренадерки в тот период носили и драгуны — у них руки были заняты поводьями лошадей.
Первые гренадерки были круглыми, низкими, иногда обшивались мехом. Позже головные уборы стали более высокими, приобрели остроконечную форму, часто оканчивались яркой кисточкой. Спереди гренадерки стали украшать богатым шитьём, либо рельефной латунной пластиной, либо комбинацией обоих элементов. Как правило, остроконечной была вся гренадерка, в отдельных случаях шапка оставалась небольшой и круглой по форме, спереди к ней крепилась остроконечная латунная бляха.
Созданный в 1671 году из немецких волонтёров Королевский германский полк всегда носил высокие шапки, подобные гренадерским. Свою известность эта часть приобрела только в последние дни своего существования, так как именно она стала участницей события, послужившего поводом для штурма Бастилии 14 июля 1789 года, вызвав несказанное недовольство среди парижан двумя днями ранее, когда кавалеристы этого полка зарубили несколько манифестантов, собравшихся на площади Людовика XV.

#### Конные гренадеры
Рота конных гренадеров Синей свиты, входившая в гвардию Королевского дома, была образована в 1676 году по приказу Людовика XIV. Её численность в разное время составляла от 88 до 150 кавалеристов. Эта рота была предназначена для того, чтобы в походе двигаться в авангарде конных войск Королевского дома, прокладывая им дорогу. Это было подразделение смешанного назначения, по мере необходимости оно могло быть использовано в конном строю во время полевых сражений или же в пешем строю, возглавляя части, штурмовавшие укрепления. В последнем случае гренадеры должны были бросать ручные гранаты. Эта рота являлась единственной среди кавалерийских частей Королевского дома, в которую могли быть зачислены люди недворянского происхождения. До расформирования роты в 1776 году её квартиры располагались в Витри-ле-Франсуа, близ Версаля.

### Вторая половина XVIII века
Гренадерские части уже в то время осознавались именно как элитные, и получали различные привилегии. Например, во многих армиях привилегией гренадеров было ношение усов — остальные военнослужащие были гладко выбриты. Для достижения единообразия гренадеры со светлыми усами нередко вынуждены были красить их в чёрный цвет, а не имевшие усов — приклеивать или рисовать их. В остальном униформа гренадеров более-менее соответствовала униформе прочих пехотных частей. Кроме того, заметив что высокие, рослые военнослужащие часто оказывались более выносливы, гренадеров начали уже специально отбирать по росту, установив нижнюю планку — не менее 170 сантиметров, во многих армиях выше. Фридрих Прусский, отличавшийся маниакальной любовью к армии вообще и к гренадерам в частности, вербовал высоких и сильных людей по всей Европе, доведя нижний предел роста чуть ли не до 190 сантиметров.
Во второй четверти XVIII века вернулись к практике обшивать гренадерки медвежьим мехом. Но остроугольная форма шапок при этом сохранялась.

### Революционные иНаполеоновские войны
Солдаты, зачислявшиеся в гвардию Директории, отбирались самым тщательным образом. Все они были кавалеристами, служившими в королевской армии, с безупречными нравами и ростом от 178 до 184 см. Бонапарт, став Первым консулом, без промедления включил этот полк в свою консульскую гвардию, в рядах которой они приняли участие в сражении при Маренго.
В 1804 году этот отборный полк, находившийся под командованием генерала Ордене, занял первое место среди полков Императорской гвардии.

### XIX век

#### Пешие гренадеры
Впоследствии тактика ведения боя изменилась, применение гранат уменьшилось, а гренадеры сохранились лишь как части, составленные из отборных солдат. Прославили своё имя французские гренадеры и в эпоху Наполеона. Они были вооружены ружьями со штыками и саблями. Носили кивер, мундир, туфли и гетры.
- В XIX веке гренадеры появились в Латинской Америке[4].
- Артиллерийские бригады, соответствующие по номеру гренадерским дивизиям, также именуются гренадерскими.

## ВРоссии
В России гренадеры появились с небольшим опозданием — в 1704 году, при Петре I. В каждом пехотном и кавалерийском полку была сформирована гренадерская рота, что соответствовало европейской практике. Через четыре года были сформированы отдельные гренадерские полки, которые после смерти Петра I расформировали. В 1765 году, при Екатерине II, они были восстановлены.
При этом применение гренадерских соединений зафиксировано в источниках времён чигиринских походов. В частности Патрик Гордон в своем дневнике за 1677–1678 годы неоднократно использует термин «гренадер» и описывает солдат, специальностью которых было метание гранат.

### Пешие
Гренадеры имели на вооружении гранаты (гренады), а фузеи (тип ружья) гренадеров были немного короче и, следовательно, легче общепехотных, благодаря чему при бросании бомб могли носиться за спиной. На лядунках у гренадеров было изображение горящей гренады.
В 1763 году в России было уже четыре армейских гренадерских полка. Это число постепенно увеличивалось за счёт переформирования мушкетёрских полков в гренадерские и формированием новых частей.
Гренадеры принимали участие во всех битвах того времени. Стоит особо отметить 1-й гренадерский полк в битве при Кагуле. Штыковой удар русских гренадер решил исход битвы.
К началу 1812 года пехота русской армии была сведена в дивизии, а гренадерские полки были сведены в гренадерские дивизии. В пехотную дивизию входили четыре пехотных и два егерских полка трёхбатальонного состава. Две дивизии (1-я и 2-я гренадерские дивизии) полностью состояли из гренадерских полков, их было к началу Отечественной войны 1812 года 14 единиц: Лейб-гренадерский, Киевский, Сибирский, Таврический, Екатеринославский, Малороссийский, Московский, Фанагорийский, Астраханский, Санкт-Петербургский, Херсонский, Грузинский, Павловский, Графа Аракчеева гренадерские полки. А в 1814 году были сведены в корпус. Название гренадерских присвоено: во 2-й гвардейской пехотной дивизии — лейб-гвардии гренадерскому полку, в 3-й— полкам Кексгольмскому императора австрийского и Санкт-Петербургскому короля прусского Фридриха Вильгельма III; в армии — четырём дивизиям, из которых три образуют гренадерский корпус, а один входит в состав 1-го Кавказского армейского корпуса.
Так как в гренадерские части отбирались физически сильные люди, а гранатами действующая армия снабжалась не всегда достаточно, гренадерские части зачастую использовались как простая пехота, при этом их штыковые атаки были много сильнее и удачнее из-за физической силы солдат.
В 1827 году была учреждена рота дворцовых гренадер, подчинённая непосредственно министерству императорского двора. Офицеры этой роты имели гвардейские чины, фельдфебель — приравнивался к армейскому подпоручику, а унтер-офицеры — к прапорщикам армии. Гренадеры имели звание унтер-офицера. Рота пополнялась отличившимися нижними чинами — отставными или прослужившими определённое число лет на сверхсрочной службе и бывшими в походах против неприятеля.
Кроме того, в русской армии к полкам гренадерского строя относились так называемые морские полки — полки морской пехоты. Именно в силу этого обстоятельства в обществе сформировалось отношение к частям морской пехоты как к элитным.

### Конные
По утверждению некоторых авторов, драгунским полкам придавались по одной конногренадерской роте с 1705 года. В записках Симеона Куроша (1708 г.) упоминаются конные гренадеры и их тактика боя во время Северной войны.
Отдельные конногренадерские полки в русской армии существовали в 1709—1725, 1756—1763 и 1790—1793 годах в количестве от одной до шести.
В 1833 году прежнему лейб-гвардии драгунскому полку повелено именоваться лейб-гвардии конно-гренадерским при сохранении драгунского строя.

## Гренадеры в XX веке

### Первая мировая война
С установлением на театрах Первой мировой войны позиционной войны воюющие стороны пришли к выводу, что необходимо менять тактику ведения наступательного боя, так как привычные методы ведения наступательных операций приводили к многотысячным потерям при захвате нескольких сотен метров глубоко эшелонированной линии обороны противника. В Германии чуть раньше Штурмовой батальон (Первая мировая война), а в Русской и Австрийской армиях к 1916 году, инициативой снизу (от войскового начальства), были сформированы особые отборные подразделения, предназначенные для прорыва обороны неприятеля в «окопной войне» и главным навыком которых должна была стать меткость метания гранат в узкие окопы противника и дальнейшая рукопашная схватка в них.
Родоначальником таких особых подразделений в Русской армии считают командующего 5-й армией генерала от кавалерии П. А. Плеве, который издал приказ, в котором говорилось:

…приказываю сформировать из них при каждой роте особые команды бомбометателей (тем более что) … безоружных… по недостатку винтовок имеется достаточное число в каждой дивизии … (В них) избирать людей смелых и энергичных, вооружить каждого десятью гранатами, удобно повешенными на поясе, и топорами произвольного образца, а также снабдить каждого лопатой, по возможности большой, и ручными ножницами для резки проволоки.— Приказ по 5-й Армии № 231 от 4 октября 1915 года.
С конца 1915 года «штурмовые взводы» («взводы гренадер»), к которым были прикреплены инструкторы-сапёры, появились во всех пехотных и гренадерских полках Русской армии. Взвод состоял из одного офицера, четырёх унтер-офицеров, 48 нижних чинов. Вооружались и экипировались гренадеры «касками Адриана», карабинами (офицеры — револьверами), кинжалами-бебутами, 7—8 гранатами, которые носились в специальных брезентовых чехлах, надеваемых крест-накрест через плечо, стальными щитами (не менее одного на двух гренадер). Каждый взвод должен был иметь по два бомбомёта.
Гренадеры проделывали гранатами проходы в проволочных заграждениях, а потом забрасывали гранатами окопы и врывались в них, при этом тактика была такова — в каждый изгиб окопа кидалась граната, и только потом туда врывались гренадеры. Всегда требовалась решительность и быстрота — это обеспечивало победу и минимизировало потери.
Подразделения гренадер использовались для ближнего боя в условиях окопной войны во многих наступательных операция русской армии — в Нарочской операции, Барановичской операции, Брусиловском прорыве. Гренадерам зачастую поручали подавлять пулеметы противника, чтобы пехота могла идти в атаку. Отсутствие тяжёлого вооружения в мелких подразделениях и реалии боёв привели к замене взводного состава на более крупный и «штурмовые взводы» к 1917 году уступили место «штурмовым батальонам».
В то же время полки Гренадерского корпуса использовались на фронте как обыкновенная пехота, что объясняется изменением боевых действий и полным отсутствием условий их особого использования. Под огнем артиллерии и пулеметов знаменитый удар гренадеров «в штыки» становился уже анахронизмом.

### Гражданская война в России
В период Гражданской войны на Юге во ВСЮР были воссозданы гренадерские части, как и многие другие части Российской императорской армии. Первоначально гренадеры состояли в одной из рот Марковского полка, в рядах которого сражались и прошли с доблестью Первый Кубанский поход и Второй Кубанский поход. Потом гренадеры были выделены и составили Сводно-гренадерский батальон, потом одноименный полк (16 рот) в составе 6-й пехотной дивизии Кавказской армии.
Стараниями полковника Б. П. Кочкина (12-го Гренадерского императора Александра III полка) была сформирована Сводно-гренадерская дивизия на основе личного состава гренадерских дивизий Императорской армии. В составе дивизии были 4 сводно-гренадерских полка — от каждой гренадерской дивизии Императорской армии. Дивизия принимала участие во взятии Царицына, несла потери в боях, переформировывалась в более меньшие части.
В феврале 1920 года в боях под ст. Торговой сводно-гренадерская дивизия была окружена и понесла большие потери — более 1000 человек и почти всю артиллерию.
В Кавказском стрелковом корпусе также была сформирована Кавказская гренадерская дивизия, но небольшого состава.
В воссозданных гвардейских частях так же были гренадеры — гренадерский батальон в Сводно-гвардейской дивизии. С августа 1919 года принимал участие в боях за Киев, Одессу, участвовал в Бредовском походе. На 1 сентября батальон в составе имел 180 штыков, 20 сабель и 18 пулеметов.
После новороссийской эвакуации последняя гренадерская часть — гренадерский батальон из Сводно-Гренадерской дивизии (300 штыков, почти половина из них — офицеры) был влит в Алексеевский полк 3-м батальоном и погиб летом 1920 года на Кубани в составе Улагаевского десанта.
Последний бой русские гренадеры приняли 2 августа. В Приморо-Ахтарской осталась только Кавказская рота, а три остальных выдвинулись вперед, правее от 1 и 2 батальонов алексеевцев. Они были атакованы превосходящими силами красной кавалерии. Гренадеры отбивали атаки несколько часов, но силы были не равны, патроны закончились и командир батальона полковник Смирнов приказал отступать. Но отойти гренадеры не смогли — они были окружены и порублены красной кавалерией — на следующий день похоронены 59 алексеевцев-гренадер Погиб и командир батальона. Из батальона спаслись только отдельные солдаты и офицеры. Небольшую группу алексеевцев-гренадер вывел к своим поручик Слободянюк. По донесению 1-й бригады 1-й Кавказской кавдивизии РККА об этом бое, ими был разгромлен батальон, захвачены 3 пулемета и взяты в плен почти 100 человек(50 офицеров из них было расстреляно).
Больше гренадерских частей в Русской армии не было.
До начала Второй Мировой войны в эмиграции каждую годовщину этого кровавого события бывшие гренадеры отмечали молебнами в память погибших товарищей.
Летом-осенью 1920 года Гренадерский батальон небольшой численности в составе Сводно-Гвардейского полка участвовал в боях на левобережье Днепра, в боях за Перекоп.

### Вторая мировая война
В СССР ещё в 1936 году в рекомендациях по созданию, вооружению и экипировке разведывательных групп в стрелковых частях РККА исходя из особенностей комплектования этих разведывательных подразделений (в которые рекомендовалось зачислять лучших, наиболее подготовленных и физически сильных красноармейцев и сержантов) и их действий (небольшими группами, нередко - на значительном удалении от других подразделений и в тылу войск противника) было предложено обеспечивать разведгруппы ручными гранатами из расчёта от четырёх до шести гранат на каждого разведчика. Позднее, во время Великой Отечественной войны, с 17 ноября 1941 года по 16 января 1942 года, существовала 1-я гренадерская бригада — по наименованию в своём роде единственное для Красной армии формирование.
В 1930е годы в Китае создавались штурмовые отряды дадао дуй, которые должны были сближаться с противником, забрасывая его гранатами, и вступали в ближний бой с использованием двуручного холодного оружия — дадао.
- Бомбаши в составе Народно-освободительной армии Югославии, забрасывавшие гранатами укреплённые позиции немцев и их союзников.
- В нацистской Германии, начиная с 1942 года, часть пехотных дивизий стали именоваться гренадерскими, а моторизованные дивизии сухопутных войск и войск СС, по личному приказу Гитлера стали называться танково-гренадерскими (нем. Panzergrenadiere), а их солдаты соответственно танковыми гренадерами (нем. Panzergrenadier). Это же название относилось и к мотопехоте в составе танковых дивизий. При этом моторизованная пехота в целом носила салатовый кант, а мотопехота танковых дивизий — белый.

## Современные гренадеры
- В Великобритании как церемониальное подразделение сохраняется полк гвардейских гренадер (по численности не превышает батальона).
- С момента создания вооружённых сил ФРГ механизированные части в нём (как и в вермахте) называются танково-гренадерскими (нем. Panzergrenadiertruppe), а их военнослужащие, соответственно, танковыми гренадерами или танкогренадерами.
- В 1970 в Швейцарии появилась рота гренадеров-парашютистов общей численностью 100 человек, разделённая на три взвода.

## Галерея
- Британские гренадеры, конец XIX века (до 1889 года).
- 1842.
- Прусский гренадер (второй справа) среди наёмников (солдат) времён Фридриха Великого.
- Гренадеры президентского гренадерского полка (почётного караула) в Буэнос-Айресе.
- Гренадеры в Буэнос-Айресе.
- Гренадеры полка почётного караула армии Эквадора. Их униформа воспроизводит форму гренадер, участвовавших в историческом сражении у горы Таркви 27 февраля 1829 года.
- Гренадер британской гвардии в полевой форме.
- Британских гренадеров отличают парадные медвежьи шапки и красные мундиры. Марш гренадеров почётного караула от Букингемского к Сент-Джеймсскому дворцу.
- Английские гренадеры в атаке, сражение при Банкер-Хилле 1775 года.
- Атака испанских гренадеров совместно с кубинской милицией в сражении у Пенсаколы 1781 года.
- Солдат, лейб-гвардии Павловский полк (1914).

## Комментарии
1. ↑  Распространённое написание через «Ё» и соответствующее произношение является ошибочным[1].